# IFPI香港唱片銷量大獎頒獎禮2003
IFPI香港唱片銷量大獎頒獎禮2003是由國際唱片業協會（香港會）舉辦之香港唱片頒獎典禮，由核數師計算香港地區2003年的唱片銷量，後頒發獎項予最高銷量的唱片。

## 得獎名單[1]

### 十大銷量廣東唱片
- 《一切隨風》 ——張國榮
- 《左麟右李》 ——譚詠麟、李克勤
- 《我的驕傲》 ——容祖兒
- 《Happy Together 新曲+精選》 ——Twins
- 《Touch of Love》 ——Twins
- 《Twins Ichiban 興奮演唱會》 ——Twins
- 《Evolution》 ——Twins
- 《Custom Made》 ——李克勤
- 《完全擁有 新曲+精選》 ——鄭秀文
- 《張學友音樂之旅 LIVE 演唱會》 ——張學友

### 十大銷量國語唱片
- 《將愛》 ——王菲
- 《未完成》 ——孫燕姿
- 《THE MOMENT》——孫燕姿
- 《尋找周杰倫》 ——周杰倫
- 《看我72變》 ——蔡依林
- 《葉惠美》 ——周杰倫
- 《FANTASY 4EVER》 ——F4
- 《他在那里》 ——張學友
- 《黑白灰》 ——陳奕迅
- 《算你狠》 ——陳小春

### 最高銷量國語唱片
- 《葉惠美》 ——周杰倫

### 最高銷量廣東唱片
- 《左麟右李演唱會2003》 ——譚詠麟、李克勤

### 全年最高銷量本地女歌手
本年沒此項提名，惟原因不明。推斷，Twins被歸類為組合，不符合資格獲得該獎項。而容祖兒與鄭秀文的唱片全年總銷量一樣，難以同時獲獎。。

### 全年最高銷量本地男歌手
- 陳奕迅